# (6924) Fukui
(6924) Fukui (1993 TP) – planetoida z pasa głównego asteroid okrążająca Słońce w ciągu 6,25 lat w średniej odległości 3,39 j.a. Odkryta 8 października 1993 roku.